# François Combes
François Combes (Albi, 1816. szeptember 27. – Bordeaux, 1890. február 7.) francia történetíró.

## Életútja
Tanulmányait szülővárosában végezte. 1853-ban a Lycée Bonaparte tanára lett Párizsban; 1860-ban pedig Geffroys utódja a bordeaux-i egyetem történeti tanszékén. Több tudományos utazást tett Hollandiába, Olaszországba és Svájcba. 
Művei közül megemlítendők: L' abbé Suger (1853); Histoire générale de la diplomatie européenne (1854-55); La Russie en face de Constantinople et de l'Europe (1856); Histoire de la diplomatie slave et scandinave (1856); La princesse des Ursins (1858); Correspondance française inédite du grand-pensionnaire Jean de Witt (1874); L'entrevue de Bayonne et la question de la Sainte Barthélemy (1882); Madame de Sévigné historien (1885). Az 1866. és 1870. évi háborúk Poroszországra és Németország történetére terelték figyelmét. Erre megirta a Histoire de la monarchie prussienne et de sa fondation; Histoire des invasions germaniques en France (1873); és a Les libérateurs des nations (1874) c. műveit. Két tragédiát is írt: Le maréchal de Montmorency és Cathérine de Médicis cím alatt.